# Bouscarle des bambous
Locustella alfredi
Espèce
Statut de conservation UICN

 LC  : Préoccupation mineure
La Bouscarle des bambous (Locustella alfredi) est une espèce d'oiseaux de la famille des Locustellidae.

## Nomenclature
Cette espèce est nommée en l'honneur d'Alfred Newton (1829–1907), zoologiste et ornithologue britannique.

## Répartition
Son aire dissoute s'étend à travers le centre-est de l'Afrique subsaharienne.

## Habitat
Son habitat naturel est les broussailles et les montagnes humides tropicales et subtropicales.

## Taxonomie
Avant la classification de référence du Congrès ornithologique international (version 8.2, 2018), l'espèce était rattachée au genre Bradypterus. Certaines sources ,, peuvent toujours la mentionner sous le nom Bradypterus alfredi.

### Publication originale
- Hartlaub, 1880 : Ueber einige neue von Dr. Emin Pascha im inneren Ostafrika entdeckte Arten. Journal für Ornithologie, vol. 38, p. 150-154 (texte intégral).